# Wilfried Schlagenhauf
Wilfried Schlagenhauf (* 29. Juni 1952 in Tuttlingen) ist ein deutscher Pädagoge und Technik-Didaktiker.

## Leben
Nach dem Abitur 1972 betrieb Schlagenhauf von 1973 bis 1978 ein Lehramtsstudium, zunächst für Grund- und Hauptschulen an der PH Freiburg und anschließend für Realschulen an der PH Schwäbisch Gmünd. Anschließend von 1979 bis 1995 war er im Schuldienst an Realschulen in Baden-Württemberg tätig. Von 1981 bis 1988 absolvierte er einen Diplomaufbaustudiengang Erziehungswissenschaft an der PH Freiburg und erlangte den Abschluss Diplompädagoge.
1988 erfolgte eine Teilabordnung an die PH Freiburg. Dort war er von 1995 bis 1998 wissenschaftlicher Mitarbeiter. 1997 erfolgte die Promotion zum Dr. paed. mit der Dissertation Historische Entwicklungslinien des Verhältnisses von Realschule und Technischer Bildung. Von 1998 bis 2001 erfolgte nochmals eine Abordnung an die PH Freiburg zum Zwecke der Habilitation.
2001 nahm er eine Professur für Technik und ihre Didaktik an der PH Heidelberg an. 2004 folgte er einem Ruf auf die Professur für Technik und ihre Didaktik an die Pädagogische Hochschule Freiburg. 
Bis zu seiner Emeritierung 2019 war Schlagenhauf Leiter der Abteilung Technik im Institut für Chemie, Physik, Technik und ihre Didaktiken der PH Freiburg.
Von 2009 bis 2013 hatte Schlagenhauf den 1. Vorsitz der Deutschen Gesellschaft für Technische Bildung (DGTB) inne, danach den 2. Vorsitz. 
Derzeit (2022) leitet er als Mitglied des Vorstandes der DGTB das Referat Grundsatzfragen. 

## Forschungsschwerpunkte
Schlagenhauf beschäftigt sich mit Ansätzen, Strukturen, Entwicklungsmöglichkeiten der Allgemeinen Technikwissenschaft und Beurteilung aus technikdidaktischer Sicht. Zudem beschäftigt er sich mit Bildungsstandards und mit Inhalten technischer Bildung.

## Publikationen (Auswahl)
- Allgemeinbildung Technik für Dummies. Wiley-VCH-Verlag, Weinheim 2020, ISBN 978-3527714971.
- Technikunterricht - Strukturmerkmale und Impulse für die Unterrichtspraxis. In: Bernd Geißel, Tobias Gschwendtner (Hg.): Wirksamer Technikunterricht. Baltmannsweiler: Schneider Verl. Hohengehren, 2018, S. 127–140.
- Alltagstechnik als Gegenstand des Technikunterrichts. In: tu - Zeitschrift für Technik im Unterricht. H. 158, 2015, S. 5–11.
- Kind und Technik. Planen, Konstruieren, Herstellen, Bewerten: Technik in der Grundschule muss einerseits die individuellen Fähigkeiten der Kinder in diesem Bereich fördern und andererseits den Herausforderungen unserer technisierten Welt gerecht werden. Was sind die Voraussetzungen aber auch Realisierungshindernisse dafür? In: Die Grundschulzeitschrift. H. 272, 273, 2014, S. 31–33.
- Methoden des Technikunterrichts - Situationsanalyse und Entwicklungsperspektiven. In: tu - Zeitschrift für Technik im Unterricht. H. 147, 2013, S. 9–16.
- Inhalte technischer Bildung. Überlegungen zu ihrer Herkunft, Legitimation und Systematik. In: tu - Zeitschrift für Technik im Unterricht. H. 133, 2009, S. 5–13.
- Perspectives on Technology Education in Germany and the situation today. In: Lars Lindström (Hrsg.): Technology Education in New Perspectives. Research, assessment and curriculum development. Festschrift for Witold Rogala. Stockholm 2005, ISBN 91-7656-429-0, S. 87–96.
- Techniktheorie und Technikdidaktik. Überlegungen zu einem spannungsreichen Verhältnis. In: G. Banse, B. Meier, H. Wolffgramm (Hrsg.): Technikbilder und Technikkonzepte im Wandel - eine technikphilosophische und allgemeintechnische Analyse. (= Reportnummer FZKA. 6697). Forschungszentrum Karlsruhe, Technik und Umwelt, Karlsruhe 2002, S. 141–148, ISSN 0947-8620.
- Historische Entwicklungslinien des Verhältnisses von Realschule und technischer Bildung: von den Anfängen bis zur Mitte des 20. Jahrhunderts. Lang, Frankfurt am Main 1997, ISBN 3-631-32512-6.